# Sungailiat
Sungailiat is een bestuurslaag in het regentschap Bangka van de provincie Bangka-Belitung, Indonesië. Sungailiat telt 21.414 inwoners (volkstelling 2010).